# Liste der Baudenkmäler in Saerbeck
Die Liste der Baudenkmäler in Saerbeck enthält die denkmalgeschützten Bauwerke auf dem Gebiet der Gemeinde Saerbeck im Kreis Steinfurt in Nordrhein-Westfalen (Stand: September 2011). Diese Baudenkmäler sind in der Denkmalliste der Gemeinde Saerbeck eingetragen; Grundlage für die Aufnahme ist das Denkmalschutzgesetz Nordrhein-Westfalen (DSchG NRW).

| Bild | Bezeichnung                                      | Lage                                  | Beschreibung | Bauzeit | Eingetragen seit      | Denkmal- nummer |
| --- | ------------------------------------------------ | ------------------------------------- | --- | ------- | --------------------- | --------------- |
| weitere Bilder | kath. Pfarrkirche St. Georg                      | Am Kirchplatz Karte                   | Die 1196 erwähnte Pfarre muss schon vor dem Anfang des 11. Jahrhunderts haben und geht wahrscheinlich auf die Zeit des heiligen Liudger zurück, Neugotische Hallenkirche in Werkstein mit Querschiff und drei Chören, 1896 von Wilhelm Rincklake aus Münster. Vom spätgotischen Vorgängerbau die unteren Turmgeschosse, Westportal (bez. 1526) mit hohem Maßwerkfenster, Taufstein mit Rankenfries und Arkadengliederung, 2. Viertel 13. Jahrhundert Folgende Objekte sind Bestandteile des Baudenkmals: 1. Thronende Muttergottes Holz, farbig gefasst. Maße: Höhe 45 cm, Breite 20 cm, Tiefe 18 cm. Entstehungszeit um 1250. Der Kopf des bekleideten Kindes ist erneuert, er trägt fälschlicherweise weibliche Züge. Dies hat zur Benennung der Figur als „Anna mit Maria“ geführt. Vom Darstellungstypus her handelt es sich aber zweifellos um eine thronende Madonna. 2. Kruzifixus Holz, farbig eingefasst. Maße: Kreuz Höhe 190 cm, Breite 95 cm, Korpus Höhe 90 cm. Kreuzbalken mit Vierpassendung, unteres Ende in Standkonsole eingesteckt. Korpus im Dreinageltypus in barockisierenden Stilformen. Entstehungszeit Ende 19. Jahrhundert. 3. Heiliger Johannes von Nepomuk Holz, mit jüngerem Anstrich. Maße: Höhe 90 cm, Breite 32 cm, Tiefe 24 cm. Entstehungszeit: frühes 19. Jahrhundert 4. Heiliger Michael als Drachentöter Holz mit jüngerem Anstrich. Maße: Höhe 117 cm, Breite 65 cm, Tiefe 67 cm. Entstehungszeit Mitte 18. Jahrhundert. Die in der Kirchengemeinde geläufige Bezeichnung der Figur als Heiliger Georg ist unzutreffend (Georg hat z. B. kein Flammenschwert). Möglicherweise durch das Entfernen der Flügel zum Heiligen Georg umfunktioniert. |         | 30.04.1992 04.03.1997 | 1               |
| Pfarramt | Pfarramt                                         | Grevener Str. 13 Karte                | Eingeschossiges, traufständiges Haus mit zweigeschossigem Mittelrisalit, beide ineinander übergehende Baukörper unter Krüppelwalmdach, links und rechts des Mittelrisalits mit Dachgauben. Backsteinmassivbauweise, die Fensterstürze und die dekorativ ausgearbeitete Eingangspartie in Bentheimer Sandstein. Über der rundbogigen Eingangstür die Datierung 1908. Im Straßenbild Saerbecks fällt dieses holländisch beeinflusste Gebäude auf. |         | 30.04.1992            | 2               |
| Wohn- und Geschäftshaus Dyckhoff                                                                                              | Wohn- und Geschäftshaus Dyckhoff                 | Marktstr. 1 Karte                     | Eingeschossiger traufständiger Backsteinbau zwischen Kirchhof und Marktstraße. Ecken und Gewände aus Werkstein, hölzernes Traufgesims mit spätklassizistischem Dekor, wohl 1830/40 erbaut. Fenster und Türen zumeist in den alten Öffnungen erneuert. Rückwärtiger Giebel, quaderverputztes Fachwerk, Krüppelwalm. Zur Marktstraße um 1860 zweigeschossiger leicht vorspringender Risalit von 3 Achsen vorgelegt. Gestaltung gleich dem Kernbau, Giebeldreieck mit Zahnschnittgesims. Treppenanlage vor dem Haus erneuert. Schaufenstereinbruch des späten 19. Jahrhunderts, 1986 aufgelöst und zurückgebaut. Das Gebäude jetzt weiß gestrichen. Dadurch, dass dieses Haus den Endpunkt der Grevener Straße und den Anfang der Marktstraße bildet und dass sich an dieser Stelle die Einmündung der Lindenstraße und der Zugang zum Kirchplatz befinden, kommt diesem Haus eine besondere städtebauliche Wirksamkeit zu. |         | 07.07.1992            | 3               |
| Lücken Bild | Lücken Bild                                      | Marienstraße / Ferrières-Straße Karte | Statue: Madonna, Ende 19. Jahrhundert Qualitätsvolle, sandsteinerne Madonnenstatue auf hohem Sockel mit Gebetsinschrift. Sie befindet sich in einer Grünanlage mit altem Baumbestand in städtebaulich wichtiger Lage. Eine gekrönte Marienfigur hält den Jesusknaben auf dem rechten Arm, mit der linken Hand schützt sie ihn. Das faltenreiche Gewand ist in klassizistischer Tradition plastisch-elegant ausgearbeitet. Die Madonnendarstellung in Form einer Statue ist typisch für das Ende des 19. Jahrhunderts. |         | 30.04.1992            | 4               |
| Pröbstings Bild | Pröbstings Bild                                  | Marktstr. 11 Karte                    | Bildstock: Passionsdarstellung, 1759 Im Verlauf der ehemaligen Friedhofsmauer aufgestellter, barocker Bildstock mit einer kombinierten Darstellung aus der Passion Christi: Christus fällt unter dem Kreuz und die Begegnung Jesu mit seiner Mutter im Hochrelief. Der Bildstock ist 1729 datiert, dies müsst laut „Unterwegs im Kreis Steinfurt“, S. 496 wohl 1759 lauten. Rechtecksockel mit Gebetsinschrift. Auf einer profilierten Abdeckplatte steht eine Rechtecknische, darüber befindet sich eine Abdeckplatte mit einem geschweiften und von Voluten gerahmten Aufsatz. Steinkugelbekrönung. Das Kreuz fehlt. Seltener barocker Bildstock mit außergewöhnlicher Ikonografie. |         | 14.07.1992            | 5               |
| BW | Niehoffs Bild                                    | Grevener Str. Karte                   | Hofkapelle: Herz-Jesu-Statue, 1897 1897 datierte, neugotische Hofkapelle unter Satteldach mit Kreuzbekrönung. Die Eingangsgiebelseite in Naturstein, der Korpus in Backsteinmassivbauweise. Im Innern befindet sich eine Herz-Jesu-Statue auf einem altarähnlichen Sockel. Ein schmiedeeisernes Tor im spitzbogigen Eingangsbereich. Typische Hofkapelle in neugotischer Tradition. |         | 30.04.1992            | 6               |
| Feldmanns Bild | Feldmanns Bild                                   | Middendorf 21 Karte                   | Heiligenhäuschen: Pieta Neugotisches Heiligenhäuschen auf hohem Sockel mit Gebetsinschrift. Spitzbogennische unter Satteldach mit Kreuzbekrönung, an den Seiten befinden sich schlichte Dreiecksgiebel. Wohl am Anfang des 20. Jahrhunderts errichtetes Heiligenhäuschen mit sandsteinerner Darstellung einer Pieta, die in der Formgebung auf die Pieta Michelangelos zurückgreift. |         | 30.04.1992            | 7               |
| BW | Lohaus-Storks Bild                               | Middendorf 1 Karte                    | Heiligenhäuschen: Heiliger Joseph, 1911 1911 datiertes, sandsteinernes Heiligenhäuschen auf hohem Sockel mit Gebetsinschrift. Aufwendig gestaltet durch Rundbogennische vorn, seitlich offen. Die Satteldachförmige Abdeckung mit Kreuzblumenbekrönung und Seitenvoluten ist auf gekoppelten Säulchen gestützt. Joseph hält den segnenden Jesusknaben auf dem rechten Arm, in Josephs linker Hand befindet sich eine Lilie. Ein schmiedeeisernes Gitter auf einem Sandsteinsockel friedet den Standort des Heiligenhäuschens ein. Bemerkenswerte Rotdornbäume ergänzen die Anlage. Aufwendig gestaltetes Heiligenhäuschen aus dem Anfang des 20. Jahrhunderts. |         | 30.04.1992            | 8               |
| Feldkamps Bild | Feldkamps Bild                                   | Middendorf 25 Karte                   | Heiligenhäuschen: Madonna, 1885 1885 datiertes, sandsteinernes Heiligenhäuschen auf hohem Sockel mit Gebetsinschrift im Vierpass. Spitzbogennische unter Satteldach mit Kreuzbekrönung, an den Seiten befinden sich schlichte Dreiecksgiebel. Darstellung einer gekrönten Madonna auf dem linken Arm sitzt der segnende Jesusknabe, er hält eine Kugel; Maria hält in der rechten Hand ein Zepter. Das Grundstück des Heiligenhäuschens ist durch einen schmiedeeisernen Zaun eingefriedet. |         | 30.04.1992            | 9               |
| BW | Gerdemanns Bild                                  | Middendorf 30 Karte                   | Heiligenhäuschen: Heilige Familie und Dreifaltigkeit, 1911 1911 datiertes, sandsteinernes Heiligenhäuschen auf hohem Sockel mit Gebetsinschrift. Rechtecknische unter Satteldach mit Krabben und Kreuzbekrönung, das Giebeldreieck mit I.H.S.-Inschrift, an den Seiten befinden sich schlichte Dreiecksgiebel. Kombinierte Darstellung der Heiligen Familie und der Dreifaltigkeit. Die Abdeckplatte des Sockels trägt den Namen des Bildhauers Averesch aus Emsdetten. In der Ikonografie und Ausarbeitung anspruchsvolles Heiligenhäuschen. |         | 30.04.1992            | 10              |
| Welps Kreuz | Welps Kreuz                                      | An der Riesenbecker Straße Karte      | Hofkreuz, 1903 erneuert Großes Hofkreuz in barocker Formgebung; Naturstein, weiß und grau gefasst, in einer Grünanlage. Lt. Inschrift 1903 erneuert. Auf einem hohen Sockel mit Gebetsinschrift befindet sich das Kreuz mit einem athletischen Christuskorpus im Dreinageltypus, der Kopf mit einer schweren Dornenkrone nach hinten gelehnt, darüber eine INRI-Tafel. Seltenes Hofkreuz von hoher plastischer Qualität. |         | 30.04.1992            | 11              |
| BW | Mügen Bild                                       | Lengericher Damm 21 Karte             | Bildstock: Pieta, 1766 Barocker Bildstock, lt. Inschrift 1766 errichtet, in jüngster Zeit umgesetzt. Hoher Rechtecksockel mit Gebetsinschrift und Datum in einer geritzten Kartusche. Auf einer profilierten Abdeckplatte steht eine Rechtecknische mit den Marterwerkzeugen auf den Gewändern, auf der rechten Seite befindet sich ebenfalls die Datierung; verkröpftes Gesims, Rocaille in der Mitte, darüber ein geschweifter und von Voluten gerahmter Aufsatz. Steinkugel und Eisenkreuz fehlen. Darstellung der Telgter Pieta, die Marienfigur mit einem Schwert in der Brust, im Hochrelief. Sehr seltener, aufwendig gestalteter, barocker Bildstock. |         | 30.04.1992            | 12              |
| BW | Beultings Kreuz                                  | Westladbergen 40 Karte                | Hofkreuz, Ende 19. Jahrhundert Neugotisches Hofkreuz auf hohem, mit Halbsäulchen flankiertem Sockel. Dreinageltypus, Kopf unter schwerer Dornenkrone geneigt; das Lendentuch rechts geknotet. Die Kreuzbalken mit Dreipassenden; über dem Kopf des Christus befindet sich eine INRI-Banderole. Typisches Hofkreuz aus dem Ende des 19. Jahrhunderts. |         | 30.04.1992            | 13              |
| BW | Reckforts Bild                                   | Westladbergen 60 Karte                | Hofkapelle: Pietastatue, Ende 19. Jahrhundert Neugotische Hofkapelle unter Satteldach mit Kreuzbekrönung. Wohl Ende des 19. Jahrhunderts errichtet. Die Eingangsgiebelseite in Naturstein, der Korpus in Backsteinmassivbauweise. Im Innern befindet sich eine Skulptur auf hohem Sockel, sie stellt eine Telgter Pieta dar. |         | 30.04.1992            | 14              |
| BW | Voskorts Kreuz und Armer Lazarus                 | Westladbergen 45 Karte                | Bildstock: Heiliger Rochus, Opferstock 1. Rochusbildstock von 1749 Gestiftet von der Familie Ahring (bis 1855 Besitzer des Voskortschen Hofes). Auf einem kleinen Rechtecksockel mit der Inschrift: GEBET DEN ARMEN AUSZ FRÖHLICHEN HERZEN SO WIRD GOT DEINICHT VERGESSEN: Anno 1749. Darüber ein Bildstockrelief mit Darstellung des Heiligen Rochus in Pilgertracht mit Hut und Stab, seine Pestwunde am Oberschenkel durch den zurückgeschlagenen Rock sichtbar gemacht. Ein Hund steht an seiner Seite. Seltenes ikonografisches Thema, gute Barockarbeit. 2. In der unmittelbaren Umgebung steht ein sandsteinerner Opferstock mit schmiedeeiserner Abdeckung. Der Opferstock stammt wohl ebenfalls aus der Mitte des 18. Jahrhunderts. Seltener Opferstock. |         | 30.04.1992            | 15              |
| Wohnhaus Niehaus | Wohnhaus Niehaus                                 | Grevener Str. 10 Karte                | Eingeschossiges verputztes Fachwerkgiebelhaus mit massiver Fassade von 5 Achsen, Krüppelwalm; Quaderputz, Gesims über dem Erdgeschoss; unter den Traufen profilierte Bohlen, wohl vor 1850 erbaut; Sprossenfenster (z. T. wohl noch Original); Türblatt neu; Türstock profilierter Werkstein; im Giebeldreieck Hißluke mit altem Blatt; Fenster mit Läden (z. T. entfernt); bildet mit Gebäude Grevener Straße 8 zusammen ein Ensemble. Gebäude stellt zudem den Auftakt zum historischen Ortskern dar. |         | 15.09.1992            | 16              |
| weitere Bilder | Bürgerhaus und Bürgerscheune                     | Ferrières-Str. 12 Karte               | Ehemalige Hofanlage, jetzt als Bürgerhaus und Bürgerscheune genutzt (mit Ausnahme der in den Jahren 1983/84 errichteten Anbauten), bestehend aus: a) Bauernhaus mit Wohn- und Wirtschaftsteil in Fachwerkbauweise. Zurzeit sind die Gefache alle verputzt und weiß gefasst. Die Deelentorseite dieses Vierständerhauses wurde bei der Restaurierung frei erneuert, das bis dahin steinsichtige Fachwerk verputzt. Die originale Fenstereinteilung wurde nicht beibehalten. Das Deelentorgestell hat jetzt eine rundbogige Konstruktion an Stelle des geschweiften Balkens, die Konstruktion des Tores selber wurde ebenfalls geändert. Das Giebeldreieck ist im oberen Bereich verbrettert. Parallel zu dem Haus und damit verbunden befindet sich ein eingeschossiges, jetzt verputztes Nebengebäude, die Giebeldreiecke senkrecht verbrettert. Das Bauernhaus wurde Anfang des 20. Jahrhunderts erbaut. b)Freistehende Scheune unter Krüppelwalmdach, Fachwerkkonstruktion mit Backsteinausfachung auf Sandsteinsockel. Die Scheune ist 1824 datiert, sie hat einen kleinen massiven Anbau unter Satteldach. Eine der wenigen im Ortskern erhaltenen Hofanlagen; wichtig auch im Zusammenhang mit dem ehemaligen Bauernhaus an der Teichstraße / Marienstraße. |         | 09.02.1993            | 17              |
| BW | Lammerding Bild                                  | Andruper Weg Karte                    | Kruzifix, 1756 Sehr seltenes, kleines, barockes Sandsteinkreuz, 1756 datiert, auf einem schlichten Backsteinsockel. Der Christuskorpus in Dreinageltypus fast vollplastisch ausgearbeitet. Das Lendentuch ist faltenreich und wie vom Wind bewegt. Der Kopf unter Dornenkrone nach rechts geneigt. Darüber eine Banderole mit INRI-Inschrift. Am Kreuzfuß wird der Berg Golgotha mittels eines Schädels angedeutet. |         | 25.10.1993            | 18              |
| BW | Kreuz in der Heide                               | Middendorf 34 Karte                   | Steinkreuz: Kreuz von Middendorf, 1783 Kleines, im Fußbereich breiter werdendes Steinkreuz; die Buchstaben GHM auf dem Querbalken. Lt. Überlieferung wurde ein Schäfer des Hofes Middendorf vom Blitz erschlagen. Im Sterberegister der Gemeinde Saerbeck wurde 1783 ein vom Blitz erschlagener Gern. Heinr. Middendorf eingetragen (s. H. Berg, Saerbeck in alten Ansichten, Zaltbommel. 1983 (2). Kommentar zu Bild 75). Bedeutendes Kreuz für die Ortsgeschichte. Zeuge für den Brauch, Kreuze an Orte aufzustellen, wo Leute verunglückten. |         | 25.10.1993            | 19              |
| BW | Wiesmanns Bild                                   | Südhoek 10 Karte                      | Bildstock: Lazarus, Opferstock, 1758 a) Lazarusbildstock von 1758 aus Baumberger Sandstein mit fünf Reliefs, Vermählung und Himmelfahrt Mariens, hl. Georg mit dem Drachen und Lazarus. Im Giebel die Trinität, und verschiedene Inschriftkartuschen. Kürzlich restauriertes, sehr qualitätsvolles Exemplar. Verzeichnis Februar 1976. Der Bildstock war bei der Inventarisierung in 1986 erneut in Restaurierung. b) In unmittelbarer Nähe des Bildstocks befindet sich seit jeher ein seltener sandsteinerner Opferstock mit einem schmiedeeisernen Verschluss. |         | 25.10.1993            | 20              |
| BW | Wohnhaus und ehemalige Brennerei Niehaus         | Grevener Str. 8 Karte                 | a) Kleines eingeschossiges Traufenhaus von 5 Achsen, im Kern evtl. aus 18. Jahrhundert, um 1800 Fassade massiv erneuert. Mittige Haustür (Blatt) aus 1. Hälfte des 20. Jahrhunderts; die beiden mittleren Fenster mit alten Sprossenfenstern und Fensterläden. Ecken sind Eckquadern betont. Südliches Giebeldreieck ist verbrettert, nördliches mit Quaderputz versehen. Vor dem Haus stehen zwei Rotdornbäume. Gebäude bildet mit Nachbargebäude Grevener Straße 10 ein bauliches Ensemble. b) Parallel zu dem Haus wurde eine zweigeschossige Brennerei unter Satteldach errichtet. In der Giebelseite befinden sich Ladeluke und ein Flaschenaufzug. Das Gebäude ist zurzeit verputzt und hat noch die originalen Sprossenfenster. Zwischen dem Wohnhaus und der Brennerei steht der Rest eines zylindrischen Schornsteines. Gut erhaltenes Produktionsgebäude, wohl in der zweiten Hälfte des 19. Jahrhunderts errichtet. |         | 25.10.1993            | 21              |
| BW | Bauernhaus Kröger                                | Eichengrund 6 Karte                   | Bauernhaus mit Wohn- und Wirtschaftsteil in Fachwerkbauweise, die Gefache weiß verputzt. Sandsteinsockel. Bei einer Vergrößerung des Wirtschaftsteils um 3 Gefache wurde das 1770 datierte Deelentorgestell in der neuen Giebelseite eingesetzt. Daneben befindet sich ein Garagentor. Das Kammerfach ist ebenfalls verlängert worden. Kübbung auf einer Seite des Wirtschaftsteils. Die alten Fenster wurden teilweise durch neue ersetzt, in der rückwärtigen Giebelseite sind die Öffnungen vergrößert worden. In der Dachfläche befinden sich Veluxfenster. Die innere Struktur des Hauses ist erhalten. Bei einer Erneuerung des Fletts in der Zeit der Jahrhundertwende wurde ein Terrazzofußboden mit Ornamenten eingebaut. Ein Teil der Schwerwand ist noch an originaler Stelle erhalten. Das Kammerfach besteht aus drei Kammern. Die Treppe zum Obergeschoss liegt hinter dem Kamin. Im Wirtschaftsteil ist eine Ständerreihe erneuert. Das in großen Teilen aus dem 18. Jahrhundert stammende Haus ist für die Gemeinde Saerbeck bedeutend als Beleg für die Wohn-, Arbeits- und Produktionsverhältnisse im landwirtschaftlichen Bereich. Das Haus zeigt die hier übliche Aufteilung in Wohn- und Wirtschaftsteil des Bauernhauses. |         | 09.06.1994            | 22              |
| Kriegerehrenmal | Kriegerehrenmal                                  | Emsdettener Str. Karte                | Der 1929/30 errichtete Eingangsbereich des Saerbecker Friedhofs wurde zwischen 1930 und 1935 vergrößert und zum Kriegerehrenmal umgestaltet. Der Mittelteil des Tores besteht aus einem 1929/30 erbauten Durchgangsgebäude in Bossenquaderwerk mit vier über Eck gehende Lisenen und zwei Spitzbogenöffnungen unter einem Flachdach. Das zweiflügelige Tor in der Öffnung zur Straße hin ist zurzeit eingelagert. Zwischen 1930 und 1935 erhielt das Torhaus beidseitig eine Mauer, die in einem Pfeiler mit einem Soldaten im Hochrelief endet. Die linke trägt die Inschrift: DEN HELDEN, die rechte: DIE HEIMAT, in Metallbuchstaben. Die Pfeiler an den Enden der Mauer erhielten eine, der Eingangsbereich zwei Feuerschalen aus Metall. In der Mitte über dem Eingang wurde ein metallenes Kreuz errichtet. Das Friedhofstor erhielt die Funktion eines Kriegerehrenmals. Zwischen beiden Spitzbogen |         | 09.03.1995            | 23              |
| [[Vorlage:Bilderwunsch/code!/C:52.181993,7.6212307!/D:Landw. Nebengebäude (ehem. Backhaus) Linderskamp, Middendorf 15!/\|BW]] | Landw. Nebengebäude (ehem. Backhaus) Linderskamp | Middendorf 15 Karte                   | Kleines landw. Nebengebäude, lt. Aussage des Eigentümers 1862 errichtet. Eingeschossiges Fachwerkgebäude, 7 Gebinde lang, die Dachbalkenlage in Unterrähmzimmerung, das Fachwerkgefüge an den Eckständern durch über ein Gefach gehende Kopfstreben ausgesteift. Der Dachstuhl sowie die gesamte Holzkonstruktion sind aus Eiche. Das Dach z. Zt. mit sog. Onduline gedeckt. Die oberen Teile der Giebeldreiecke verbrettert, Fenster- u. Türöffnung original. Im Inneren ist das Gebäude dreigeteilt, im mittleren Bereich stand früher der aus Lehm angefertigte Backofenkörper, jetzt nur noch der Schornstein bis zum Dachfirst erhalten. Das Gebäude wurde früher zum Backen und zum Lagern benutzt. Das Gebäude ist bedeutend für Saerbeck als Beleg für die Arbeits- und Produktionsverhältnisse im landwirtschaftlichen Bereich, in der 2. Hälfte des 19. Jahrhunderts. |         | 11.04.1995            | 24              |
| Selings Bild | Selings Bild                                     | Sinningen 20 Karte                    | Heiligenhäuschen: Herz Jesu, 1935 1935 datiertes Heiligenhäuschen aus Gussstein, Hoher vierseitiger Sockel mit Gebetsinschrift (1906 datiert); darauf eine Rundbogennische mit flankierten Dreiviertelsäulen mit Würfelkapitell, sattelförmige Abdeckung mit Kreuzbekrönung. Sandsteinerne, klassizistische Herz-Jesu-Figur in segnender Haltung. Im ersten Drittel des 20. Jahrhunderts lösten diese (dem ottonischen Baustil nachempfundenen) Heiligenhäuschen in neugotischer Formsprache ab. Das Objekt ist bedeutend für Saerbeck, weil es den Kath. Glauben in der Gemeinde belegt. Für die Erhaltung und Nutzung liegen wissenschaftliche Gründe vor, es belegt die lang anhaltende Tradition Bildstöcke aufzustellen, sowie den Brauch, Bildstöcke zu erneuern und alte Teile wieder zu verwenden. |         | 08.05.1996            | 25              |
| weitere Bilder | Turmwindmühle                                    | Sinningen 60 Karte                    | Achtkantholzholländer auf gemauertem Sockel. Ursprünglich mit Wall und Durchfahrt ausgestattet, heute nur noch auf freiem Sockelgeschoß stehend (22 m Höhe). Die acht Teilflächen des Rumpfes sind mit Welleternitplatten belegt. Die geschindelte Kappe ruht auf Rollwagen, diese laufen auf dem Tafelment. Die Kappe ist immer noch als Steertdreher ausgerüstet, die Schwertbalken sind jedoch abgängig. Besonders auffällig ist der gusseiserne Wellkopf mit der Verbolzung (Befestigung der Ruten). 1866 von Maurermeister Münstermann aus Nordwalde errichtet. Datiert und sign. Entwurf erhalten. 1963 restauriert. Grundbucheintragung Verzeichnis Februar 1976. An der Erhaltung und Nutzung besteht ein öffentliches Interesse. Die Windmühle war bedeutend für die Bewohner der Gemarkung Sinningen, Middendorf u. Veltrup, denn als Schrot- und Mahlmühle versorgte sie diese als einzige Mühle mit Mahlgut. Wissenschaftliche Gründe liegen vor, weil sie mit der vorh. Ausstattung von dokumentarischer Bedeutung für die Westf. Mühlentopographie ist. |         | 08.05.1996            | 26              |
| BW | Schornstein der ehem. Brennerei                  | Westladbergen 160 Karte               | Mauerwerkschornstein mit quadratischem Sockelbereich, aufgesetzter achteckiger Trommel und aufgehendem, aus Radialformsteinen aufgesetztem rundem Schaft mit Stahlbandagen. Der Sockelbereich und die achteckige Trommel sind aus roten Ziegelsteinen hergestellt, eine architektonische Betonung der jeweiligen Flächen erfolgt durch zurückliegende, mit gelben Ziegelsteinen gefüllte Fläche. Der aufgehende Schaft ist aus industriell gefertigten roten Radialsteinen ausgeführt. Der Kamin ist ein Baudenkmal, an dessen Erhaltung und Nutzung ein öffentliches Interesse besteht. Dieses öffentliche Interesse begründet sich darin, weil dieser Kamin bedeutend ist für den Bereich Westladbergens, denn er nimmt die Funktion einer Landmarke an der Bundesstraße von deren Überführung über den Dortmund-Ems-Kanal wahr. Zudem ist er bedeutend für die Entwicklung der Arbeits- und Produktionsverhältnisse. In diesem Fall belegt er die Funktion der ehem. Brennerei über die Dampfkraft mit ihrem auch heute noch ablesbaren typischen Kesselhaus unter dem Pultdach. Der Brennerei selber kommt dabei aber kein Denkmalwert zu. Für die Erhaltung und Nutzung liegen wissenschaftliche Gründe vor, weil dieser Kamin als Dokument Auskunft geben kann über den Gestaltungsanspruch und die Bauausführung von Kaminen des ausgehenden 19. Jahrhunderts. |         | 25.01.2001            | 27              |
| Beerbaums Kreuz | Beerbaums Kreuz                                  | Middendorf 10 Karte                   | Steinernes Kreuz, auf hohem Sockel mit Gebetsinschrift auf der Vorderseite, mit Errichter (Witwer Josef Beermann mit seinem Bruder und den Kindern) und der Jahreszahl 1899 auf der Rückseite. Der Christuskorpus in Viernageltypus, der Kopf unter Dornenkrone leicht nach rechts geneigt. Am oberen Kreuzbalken eine Inschriftenbanderole. Das Kreuz ist bedeutend für die Gemeinde Saerbeck, weil es die Volksfrömmigkeit und den Kath. Glauben in der Gemeinde Saerbeck belegt. Für die Erhaltung und Nutzung liegen wissenschaftlich-volkskundliche Gründe vor. Es belegt die lang anhaltende Tradition, Wege- und Hofkreuze zu errichten. |         | 19.08.2002            | 29              |
| BW | Hofkreuz Ottmann                                 | Middendorf 50 Karte                   | Hofkreuz mit Dreinageltypus, Sandstein, mit hohem, backsteinernen Sockel mit Sandsteinplattenverkleidung auf Vor- und Rückseite. Der Christuskorpus in Dreinageltypus, das Haupt nach rechts geneigt, faltenreiches Lendentuch links geknotet. Am Oberen Kreuzende eine Banderole, INRI-Inschrift nicht zu sehen. Das Kreuz wurde 1877 von Franz Ottman und seiner Frau Maria, geb. Sundermann, errichtet. 1938 wurde es von Franz Ottmann und Antonia, geb. Gerdemann, von der südlichen Hofeinfahrt auf die Ostseite des Hauptgebäudes umgesetzt. 1959 wurde es restauriert. Zur Besichtigungszeit fehlten Teile beider Füße sowie von der rechten Hand. |         | 24.05.2007            | 31              |
| BW | Statue des heiligen Wendelin                     | Middendorf 50 Karte                   | Statue des heiligen Wendelin, im Giebel des Wirtschaftsteils des Bauernhofes. Sandsteinerne Statue, laut Aussage vermutlich aus dem Jahre 1938. Die Statue stellt den heiligen Wendelin dar. Er trägt ein Lamm auf dem linken Arm, in der rechten Hand hielt er den Hirtenstab, zurzeit hinten in der Nische aufgestellt. Die Darstellung des Heiligen Wendelin, der bekannt ist als Nothelfer und Patron der Bauern, Schäfer und Hirten, des Viehs, der Felder und angerufen wird gegen Viehseuchen, ist nach unserem Kenntnisstand kein zweites Mal im Kreis Steinfurt vorhanden. Die Statue ist bedeutend für Saerbeck, weil sie die Volksfrömmigkeit und den katholischen Glauben in der Gemeinde belegt. Für die Erhaltung und Nutzung liegen wissenschaftlich-volkskundliche ikonographiegeschichtl. Gründe vor. Die Darstellung des Heiligen Wendelin kommt in dieser Region äußerst selten vor. |         | 24.05.2007            | 32              |
| ehem. Rathaus | ehem. Rathaus                                    | Emsdettener Str. 1 Karte              | Denkmalwert ist das Rathausgebäude ohne das neu errichtete Treppenhaus mit Aufzug. Denkmalwert ist das gesamte Äußere sowie die überlieferte Innenkonstruktion. Beschreibung: Das zweigeschossige, unterkellerte Gebäude hat einen L-förmigen Grundriss. Es ist aus Kalksandstein erbaut mit roten Ziegelsteinen verblendet. Die Straßenfassade (sowie ursprünglich der Eingangsbereich) ist mit Betonfertigteilen vertikal gegliedert. Zwischen den Ständern sind Fensterbahnen angebracht, die im Brüstungsbereich mit Mosaikplatten (Natursteinriemchen) verkleidet sind. Das flachgeneigte Satteldach ist brauch gedeckt. Der traufständige Teil zur Emsdettener Straße hin enthielt im Erdgeschoss einen großen Raum für das Hauptamt. Darüber befand sich im 1. OG der große Sitzungssaal. Querstehend zu diesem Gebäudetrakt befand sich der Bürotrakt und daran anschließend eine Wohnung. Die Wohnung wurde bereits 1977 zu weiteren Büroräumen umgebaut, die Wohnungstreppe wurde entfernt. Die wesentlichen Wände sind geblieben. Die Notwendigen Umbauten 2006 haben dazu geführt, dass das ehemalige Treppenhaus der Verwaltung entfernt wurde, es wurde ersetzt durch ein breites Treppenhaus mit Aufzug. Dieser neue Anbau ist nicht Teil des Denkmals. |         | 24.04.2008            | 33              |